# Titidi Labeó
Titidi Labeó (en llatí Titidius Labeo) va ser un pintor romà, cèlebre per les pintures sobre petits panels.
Era de rang pretorià i se sap que havia estat procònsol de la Gàl·lia Narbonense. Va morir ja molt gran d'edat, una mica abans de què Plini el Vell l'inclogués a la seva Naturalis Historia. El seu nom podria ser en realitat Ateius, i no Titidius. Els manuscrits de Plini estan corruptes en aquest punt.